# Mount Vernon (Waszyngton)
Mount Vernon – miasto w Stanach Zjednoczonych, w stanie Waszyngton, w hrabstwie Skagit.

## Klimat
Miasto leży w strefie klimatu umiarkowanego, śródziemnomorskiego, przybrzeżnego z łagodnym, chłodnym i suchym latem, należącego według klasyfikacji Köppena do strefy Csb. Średnia temperatura roczna wynosi 10,3°C, a opady 823 mm (w tym do 9,4 cm opadów śniegu). Średnia temperatura najcieplejszego miesiąca - sierpnia wynosi 16,8°C, najzimniejszego - stycznia 4,2°C, podczas gdy rekordowe temperatury wynoszą odpowiednio 36,7°C i -20,0°C.